# Erhard Müller (Politiker, 1926)
Erhard Müller (* 23. März 1926 in Chemnitz oder in Plauen; † 21. März 2017) war ein deutscher Politiker (SED) und von 1974 bis zu seinem Rücktritt im Dezember 1989 Oberbürgermeister der Stadt Cottbus.

## Leben
Erhard Müller wurde 1926 als Sohn eines Kochs in Chemnitz oder in Plauen geboren. Er besuchte die Volksschule in Plauen und begann anschließend eine Lehre zum Maschinenschlosser. 1944 wurde Müller in die Wehrmacht eingezogen und kam in sowjetische Kriegsgefangenschaft, aus der er erst 1949 wieder zurückkehrte. Danach setzte er seine Ausbildung fort und arbeitete anschließend beim Rat der Stadt Plauen. 1951 trat er in die SED ein. Ein Jahr später begann Müller an der Landesverwaltungsschule Sachsen. Nebenbei arbeitete Müller als Lehrer und anschließend bis 1965 als stellvertretender Direktor an der Verwaltungsschule in Schleife bei Weißwasser.
Bis 1967 studierte Müller Staats- und Rechtswissenschaften in Babelsberg. Anschließend war er bis 1973 Vorsitzender des Rates des Kreises Senftenberg. Am 24. Mai 1974 wurde Erhard Müller als Nachfolger von Heinz Kluge zum Oberbürgermeister der Stadt Cottbus gewählt.
Während Müllers Zeit als Oberbürgermeister überschritt die Einwohnerzahl von Cottbus am 4. September 1975 erstmals die 100.000-Einwohner-Grenze und Cottbus wurde somit zur Großstadt. Während seiner Amtszeit wurde 1974 das Bildungszentrum fertiggestellt. Ebenfalls fällt die Grundsteinlegung zum Bau des Cottbusser Neubaugebietes Sachsendorf in Müllers Amtszeit.
Im Mai 1989 wurde Erhard Müller als Oberbürgermeister wiedergewählt. Am 13. Dezember 1989 trat Müller nach Protesten als Oberbürgermeister zurück, nachdem bekannt geworden war, dass er sich an Wahlfälschungen beteiligt haben soll, nachdem sich 1,8 % der Cottbusser Bürger gegen die Kandidaten der Nationalen Front ausgesprochen hatten. Sein Nachfolger wurde Waldemar Kleinschmidt.
Im Juni 2017 wurde bekannt, dass Erhard Müller bereits im März 2017 im Alter von 90 Jahren verstorben war.